# Campobasso
Campobasso (nápolyiul: Cambuasce) város (közigazgatásilag comune) Olaszország Molise régiójában, Campobasso megyében. Egyben a régió és a megye székhelye is.

## Fekvése
A megye déli részén fekszik. Határai: Busso, Campodipietra, Castropignano, Ferrazzano, Matrice, Mirabello Sannitico, Oratino, Ripalimosani, San Giovanni in Galdo és Vinchiaturo. A Biferno folyó völgyében fekszik, a Szamniumi-Appenninek és Matese hegységek között.

## Története
A város eredete napjainkig is vita tárgyát képezi. Az általánosan elfogadott elmélet szerint a várost a 8. század előtt alapították a vidéken megtelepülő longobárdok. A Campus vassorum nevű település a Spoletói Hercegség vazallusa volt.
A normannok érkezésével Dél-Itáliába a város elvesztette stratégiai jelentőségét és kereskedelmi valamint adminisztratív központként élt tovább.
1330 és 1745 között a várost a Monforte-Gambatesta nemesi család uralta, akik jóvoltából épült meg a Castello is. A későbbiekben a DiCapua, Gonzaga, Vitagliano, Carafa és Romano családok birtokolták.
1763-ban a város lakossága elhagyta a középkori városközpontot és a Biferno folyó völgyének alacsonyabb vidékein telepedett le. A mai város területét 1814-ben bővítette ki Joachim Murat, ekkor kapta a Campo Basso nevet, amelynek jelentése alacsony mezőség.
1943. október-novemberében Campobasso volt a szövetséges és német csapatok egyik véres csatájának a színhelye, amely során számos régi épület is elpusztult.

## Népessége
A népesség számának alakulása:

## Főbb látnivalói
- Castello Monforte – 1450-ben épült II. Nicola Monforte parancsára egy korábbi longobárd és normann erődítmény helyén. A kastélyt súlyosan megrongálták az 1456-os és 1805-ös földrengések.
- Madonna del Monte-templom (Santa Maria Maggiore) – a 11. században épült, majd 1525-ben újjáépítették. Egy értékes, 1334-ből származó faszobrot őriz (Incoronata). Egy római templom helyén épült fel.
- Santissima Trinità katedrális – 1504-ben épült a városfalakon kívül. Az 1805-ös földrengés során elpusztult, de neoklasszikus stílusban újjáépítették 1829.
- San Bartolomeo-templom – a 11. században épült román stílusban
- San Leonardo-templom – a 14. században épült, a gótika és román stílus keveréke.
- Villa de Capoa – rendezett kert számos szoborral, sequoiákkal és libanoni cédrusokkal.